# Даурия

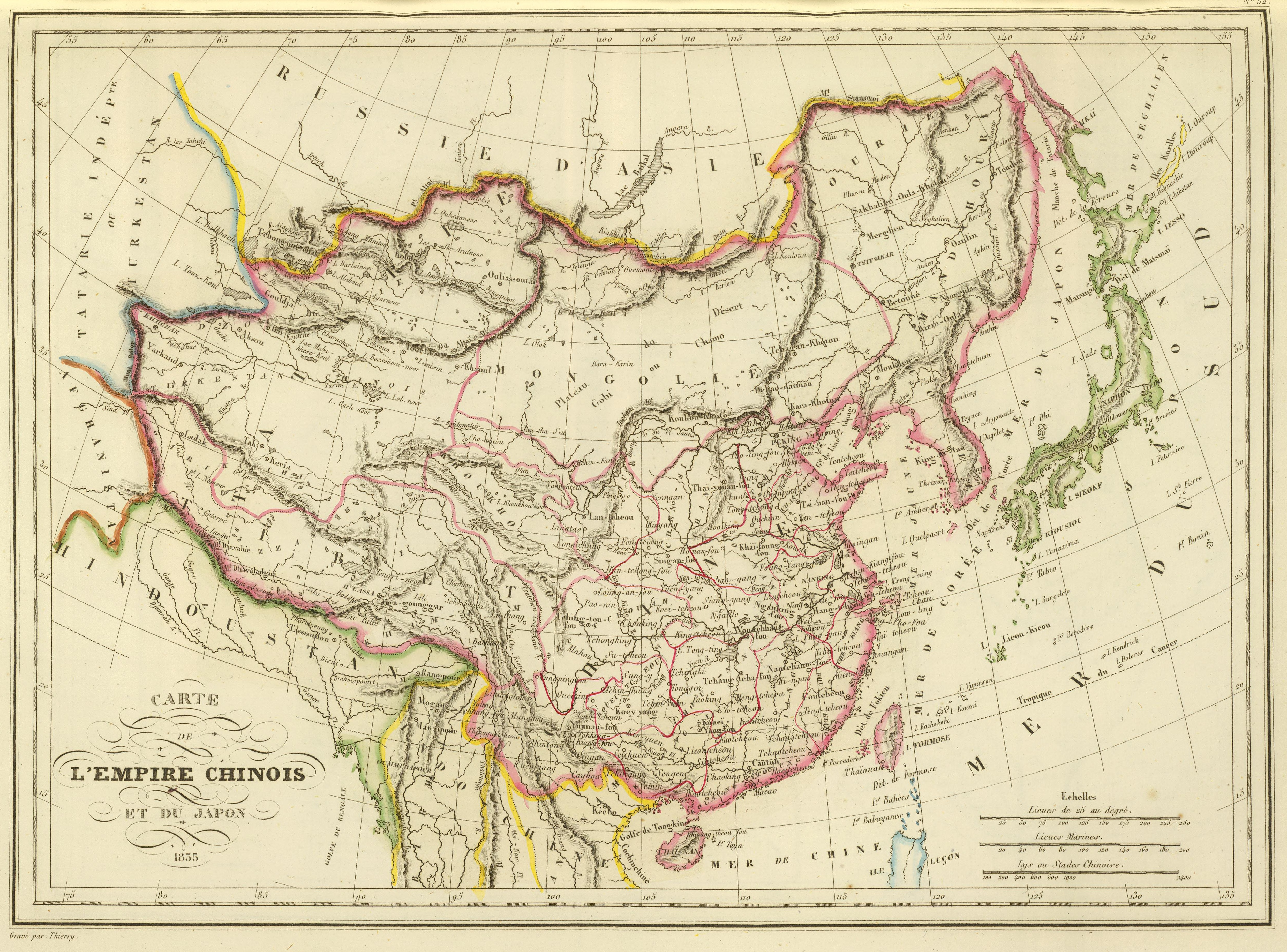
Даурия на карте 1835 г.

Дау́рия (Дау́рская земля́) — историко-географический регион в пределах современных Республики Бурятия, Забайкальского края и Амурской области (Забайкалье и запад Приамурья). Топоним дан русскими землепроходцами по населявшей регион до середины XVII века народности дауров, о которых впервые стало известно после экспедиции Еналея Бахтеярова в 1640 году.

## История

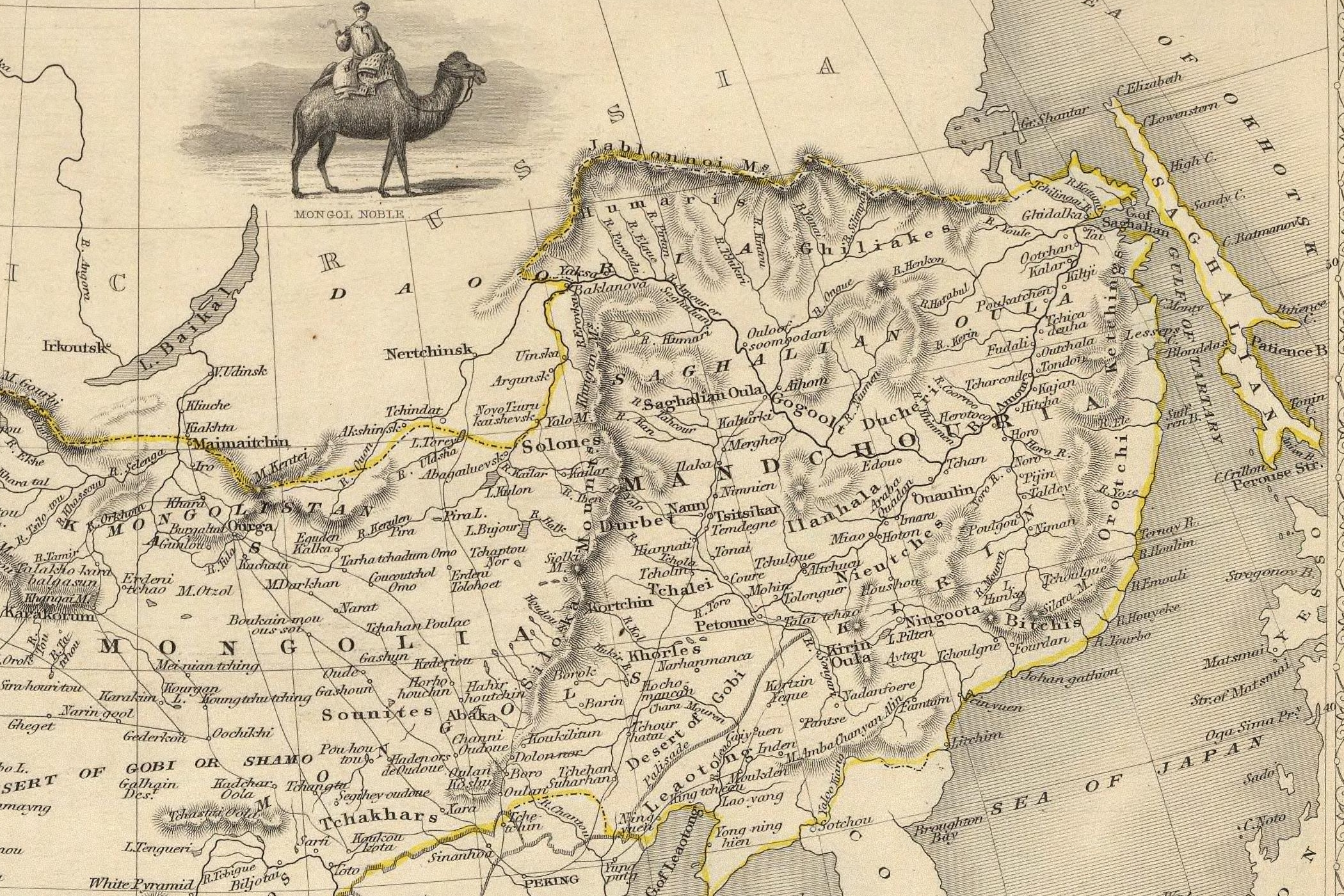
Даурия (в пределах Российской и Маньчжурской империй) на карте 1851 г.

Слухи о богатствах даурской земли побудили якутского воеводу Петра Петровича Головина послать в 1643 году отряд из 133 казаков с пушкой под началом Василия Даниловича Пояркова. Пояркову был выдан судовой инструмент, парусина, боеприпасы, пищали, медные котлы, тазы, сукно и бисер для подарков местным жителям. Целью похода был сбор ясака (дани), поиски серебра, меди и свинца. Поярков за три года похода, сопровождавшиеся бесчинствами среди местного населения, собрал ценные сведения о народах, живущих по Амуру. Дело, начатое Поярковым, продолжил Ерофей Павлович Хабаров. Прослышав о приближении нового отряда казаков, дауры оставляли селения и уходили. Казаки находили брошенные селения в сотни домов и большие хлебные запасы. В результате похода русских землепроходцев весь левый берег Амура опустел: спасаясь от произвола, все дауры переселились на правый берег Амура под защиту маньчжурских властей.
По информации из учебного издания под рецензией Института Дальнего Востока АН СССР и доктора исторических наук П. П. Епифанова «Землепроходец Ерофей Павлович Хабаров» автора Галины Александровны Леонтьевой, отрядом Пояркова только при прохождении порогов на реке Гонам был потерян весь запас свинца (пули и ядра для пушки) в количестве 8 пудов (128 кг), поднять которые со дна реки так и не смогли, также при прохождении порогов были потеряны два дощаника с провизией и снаряжением. Поход продолжался с большими трудностями и вынужденной зимовкой в устье Умлекана, где от голода в отряде Пояркова умерло за первую зиму похода 40 человек и только девять «служивых людей» погибли в боестолкновениях с местными даурами.
Весной на берегах реки Зеи отряд казаков без боёв осмотрел местные поселения дауров, которые уходили из поселений в поля на весенние работы. Здесь казаки насчитали шесть культур (ячмень, овёс, гречку, горох, просо, коноплю), а в огородах — яблони, груши, орехи. Из отряда выделили 25 человек для разведки прохода с реки Зеи к морю. Так и не достигнув моря, отряд повернул назад и на обратном пути подвергся нападению дючеров. Из 25 человек выжило только двое казаков.
Спустя три года отряд Пояркова вернулся в Якутский острог с собранным ясаком состоявшим из 497 соболей, 16 шуб, 7 напольников, 7 соболиных платьев.
Принимая во внимание, что за первую зимовку отряд потерял больше половины служивых людей и продолжал разведку Даурии численностью в 58 человек, сомнительно то, что действия такого отряда могли спровоцировать исход целого народа с обжитых мест.

## География
Географически Даурия делится на следующие части:
- Байкальская Даурия — территории от озера Байкал до Яблонового хребта.
- Витимо-Олёкминская Даурия — бассейн рек Витим и Олёкма (северная часть Забайкальского края, запад Амурской области).
- Селенгинская Даурия — бассейн реки Селенги (юг Бурятии, юго-запад Забайкальского края; см. Селенгинское среднегорье).
- Нерчинская Даурия — территории к востоку от Яблонового хребта (юго-восточная часть Забайкальского края).

## Производные слова
Флора и фауна
Несколько животных и растений имеют в своём названии прилагательное «даурский» (по-латински может писаться dauricus, davuricus или dahuricus (-a, -um)):
- даурский ёж (Hemiechinus dauricus)
- даурский журавль (Grus vipio)
- даурская галка (Corvus dauuricus)
- Клопогон даурский (Cimicifuga dahurica) (после изменения систематики — Воронец даурский)
- даурская лиственница (Lárix gmélinii) (разновидность Лиственницы Гмелина)
- даурский рак (Cambaroides dauricus)
- даурский рододендрон (Rhododendron dauricum) (в народе его называют багульник)
- Калуга (рыба) (Huso dauricus)